# Jackson (Alabama)
Pour les articles homonymes, voir Jackson.
La ville américaine de Jackson est située dans le comté de Clarke, dans l’État de l’Alabama. Lors du recensement de 2010, sa population s’élevait à 5 228 habitants.

## Géographie
La municipalité s'étend sur 15,83 milles carrés (41 km2), dont 0,19 milles carrés (0,49 km2) d'étendues d'eau.

## Histoire
Appelée Republicville (1813) puis Pine Level (1816), la ville est renommée en hommage à Andrew Jackson, le septième président des États-Unis. Elle devient une municipalité en 1887.

## Démographie
| 1900  | 1910  | 1920  | 1930  | 1940  | 1950  | 1960  | 1970  |
| ----- | ----- | ----- | ----- | ----- | ----- | ----- | ----- |
| 1 039 | 1 379 | 1 331 | 1 828 | 2 039 | 3 072 | 4 959 | 5 957 |

| 1980  | 1990  | 2000  | 2010  | - | - | - | - |
| ----- | ----- | ----- | ----- | - | - | - | - |
| 6 073 | 5 819 | 5 419 | 5 228 | - | - | - | - |